# Sadio Doumbia
Sadio Doumbia (Tolosa, 12 settembre 1990) è un tennista francese.

## Carriera
Specialista del doppio, ha vinto cinque titoli nel circuito maggiore, diversi altri nei tornei dell'ATP Challenger Tour e il miglior ranking ATP è il 26º posto che ha raggiunto nel maggio 2024. Il miglior risultato nelle prove del Grande Slam è il terzo turno raggiunto all'Open di Francia 2023, al torneo di Wimbledon 2024 e agli Australian Open 2025. In singolare ha vinto un torneo Challenger e dal 2021 gioca quasi esclusivamente in doppio.

## Statistiche
Aggiornate al 9 giugno 2025.

### Doppio

#### Vittorie (5)
| Legenda              |
| Grande Slam (0)      |
| ATP Finals (0)       |
| ATP Masters 1000 (0) |
| ATP Tour 500 (0)     |
| ATP Tour 250 (5)     |

| N. | Data              | Torneo                          | Superficie  | Compagno      | Avversari in finale           | Punteggio           |
| 1. | 26 settembre 2023 | Chengdu Open, Chengdu           | Cemento     | Fabien Reboul | Francisco Cabral Rafael Matos | 4-6, 7-5, [10-7]    |
| 2. | 4 febbraio 2024   | Open Sud de France, Montpellier | Cemento (i) | Fabien Reboul | Albano Olivetti Sam Weissborn | 65-7, 6-4, [10-6]   |
| 3. | 21 aprile 2024    | Romanian Open, Bucarest         | Terra rossa | Fabien Reboul | Harri Heliövaara Henry Patten | 6-3, 7-5            |
| 4. | 24 settembre 2024 | Chengdu Open, Chengdu (2)       | Cemento     | Fabien Reboul | Yuki Bhambri Albano Olivetti  | 6-4, 4-6, [10-4]    |
| 5. | 25 maggio 2025    | Geneva Open, Ginevra            | Terra rossa | Fabien Reboul | Ariel Behar Joran Vliegen     | 6(4)-7, 6-4, [11-9] |

#### Finali perse (5)
| Legenda              |
| Grande Slam (0)      |
| ATP Finals (0)       |
| ATP Masters 1000 (1) |
| ATP Tour 500 (1)     |
| ATP Tour 250 (3)     |

| N. | Data             | Torneo                              | Superficie  | Compagno      | Avversari in finale                  | Punteggio            |
| 1. | 12 febbraio 2023 | Córdoba Open, Córdoba (1)           | Terra rossa | Fabien Reboul | Máximo González Andrés Molteni       | 4-6, 4-6             |
| 2. | 11 febbraio 2024 | Córdoba Open, Córdoba (2)           | Terra rossa | Fabien Reboul | Máximo González Andrés Molteni       | 4-6, 1-6             |
| 3. | 7 aprile 2024    | Estoril Open, Cascais               | Terra rossa | Fabien Reboul | Gonzalo Escobar Oleksandr Nedovjesov | 5-7, 2-6             |
| 4. | 1º marzo 2025    | Abierto Mexicano de Tenis, Acapulco | Cemento     | Fabien Reboul | Christian Harrison Evan King         | 4-6, 4-6             |
| 5. | 18 maggio 2025   | Internazionali d'Italia, Roma       | Terra rossa | Fabien Reboul | Marcelo Arévalo Mate Pavić           | 4-6, 7-6(8), [11-13] |

### Tornei minori

#### Singolare

##### Vittorie (7)
| Legenda tornei minori |
| Challenger (1)        |
| Futures (6)           |

| N. | Data            | Torneo                | Superficie | Avversario in finale | Punteggio     |
| 1. | 29 ottobre 2016 | Pune Challenger, Pune | Cemento    | Prajnesh Gunneswaran | 4-6, 6-4, 6-3 |

#### Doppio

##### Vittorie (29)
| Legenda tornei minori |
| Challenger (19)       |
| Futures (10)          |

| N.  | Data              | Torneo                                         | Superficie  | Compagno          | Avversari in finale                         | Punteggio           |
| 1.  | 17 settembre 2016 | Istanbul Challenger, Istanbul                  | Cemento     | Calvin Hemery     | Marco Chiudinelli Marius Copil              | 6-4, 6-3            |
| 2.  | 14 settembre 2019 | Banja Luka Challenger, Banja Luka              | Terra rossa | Fabien Reboul     | Sergio Galdós Facundo Mena                  | 6-3, 7–6(4)         |
| 3.  | 21 settembre 2019 | Sibiu Open, Sibiu                              | Terra rossa | Fabien Reboul     | Matej Sabanov Ivan Sabanov                  | 6-4, 3-6, [10-7]    |
| 4.  | 5 dicembre 2020   | Campeonato Internacional de Campinas, Campinas | Terra rossa | Fabien Reboul     | Luis David Martínez Felipe Meligeni Alves   | 6(7)–7, 7-5, [10-7] |
| 5.  | 24 aprile 2021    | Garden Open, Roma                              | Terra rossa | Fabien Reboul     | Paolo Lorenzi Juan Pablo Varillas           | 7–6(5), 7-5         |
| 6.  | 1º maggio 2021    | Garden Open II, Roma                           | Terra rossa | Fabien Reboul     | Guido Andreozzi Guillermo Durán             | 7-5, 6-3            |
| 7.  | 19 giugno 2021    | Open du Pays d'Aix, Aix-en-Provence            | Terra rossa | Fabien Reboul     | Robert Galloway Alex Lawson                 | 6(4)–7, 7-5, [10-4] |
| 8.  | 21 agosto 2021    | Internazionali di Verona, Verona               | Terra rossa | Fabien Reboul     | Luca Margaroli Gonçalo Oliveira             | 7-5, 4-6, [10-6]    |
| 9.  | 30 ottobre 2021   | Brest Challenger, Brest                        | Cemento (i) | Fabien Reboul     | Salvatore Caruso Federico Gaio              | 4-6, 6-3, [10-3]    |
| 10. | 15 gennaio 2022   | Internazionali Città di Forlì II, Forlì        | Cemento (i) | Fabien Reboul     | Nicolás Mejía Alexander Ritschard           | 6-2, 6-3            |
| 11. | 5 marzo 2022      | Gran Canaria Challenger, Las Palmas            | Terra rossa | Fabien Reboul     | Matteo Arnaldi Luciano Darderi              | 5-7, 6-4, [10-7]    |
| 12. | 11 giugno 2022    | Internazionali Città di Perugia, Perugia       | Terra rossa | Fabien Reboul     | Marco Bortolotti Sergio Martos Gornés       | 6-2, 6-4            |
| 13. | 25 giugno 2022    | Oeiras Challenger III, Oeiras                  | Terra rossa | Fabien Reboul     | Robert Galloway Alex Lawson                 | 6-3, 3-6, [15-13]   |
| 14. | 12 novembre 2022  | Open International de Roanne, Roanne           | Cemento (i) | Fabien Reboul     | Dustin Brown Szymon Walków                  | 7–6(5), 6-4         |
| 15. | 28 gennaio 2023   | Open Quimper Bretagne Occidentale, Quimper     | Cemento (i) | Fabien Reboul     | Anirudh Chandrasekar Arjun Kadhe            | 6-2, 6-4            |
| 16. | 15 aprile 2023    | Split Open, Spalato                            | Terra rossa | Fabien Reboul     | Anirudh Chandrasekar Vijay Sundar Prashanth | 6-4, 6-4            |
| 17. | 16 marzo 2024     | Arizona Tennis Classic, Phoenix                | Cemento     | Fabien Reboul     | Rinky Hijikata Henry Patten                 | 6-3, 6-2            |
| 18. | 25 gennaio 2025   | Open Quimper Bretagne Occidentale, Quimper     | Cemento (i) | Fabien Reboul     | Romain Arneodo Manuel Guinard               | 6-2, 4-6, 10-3      |
| 19. | 8 giugno 2025     | Birmingham Open, Birmingham                    | Erba        | Marcelo Demoliner | Diego Hidalgo Patrik Trhac                  | 6-4, 3-6, [10-5]    |

##### Finali perse (17)
| Legenda tornei minori |
| Challenger (10)       |
| Futures (7)           |

| N.  | Data              | Torneo                                      | Superficie  | Compagno      | Avversari in finale                          | Punteggio           |
| 1.  | 24 settembre 2016 | Izmir Cup, Smirne                           | Cemento     | Calvin Hemery | Marco Chiudinelli Marius Copil               | 6-4, 6-4            |
| 2.  | 14 gennaio 2017   | Bangkok Challenger II, Bangkok              | Cemento     | Fabien Reboul | Sanchai Ratiwatana Sonchat Ratiwatana        | 6(4)–7, 5-7         |
| 3.  | 10 agosto 2019    | Internazionali di Manerbio, Manerbio        | Terra rossa | Fabien Reboul | Fabrício Neis Fernando Romboli               | 4-6, 6(4)–7         |
| 4.  | 7 novembre 2020   | Internazionali Città di Parma, Parma        | Cemento (i) | Fabien Reboul | Grégoire Barrère Albano Olivetti             | 2-6, 4-6            |
| 5.  | 21 maggio 2021    | Oeiras Challenger III, Oeiras               | Terra rossa | Fabien Reboul | Hunter Reese Sem Verbeek                     | 6-4, 4-6, [7-10]    |
| 6.  | 23 aprile 2022    | Split Open, Spalato                         | Terra rossa | Fabien Reboul | Nathaniel Lammons Albano Olivetti            | 6-4, 6(6)–7, [7-10] |
| 7.  | 30 aprile 2022    | Roma Open, Roma                             | Terra rossa | Fabien Reboul | Jesper de Jong Bart Stevens                  | 6-3, 5-7, [8-10]    |
| 8.  | 4 giugno 2022     | Internazionali Città di Forlì VI, Forlì     | Terra rossa | Fabien Reboul | Nicolás Barrientos Miguel Ángel Reyes Varela | 5-7, 6-4, [4-10]    |
| 9.  | 20 maggio 2023    | Tournoi International de Bordeaux, Bordeaux | Terra rossa | Fabien Reboul | Lloyd Glasspool Harri Heliövaara             | 4-6, 2-6            |
| 10. | 2 dicembre 2023   | Maspalomas Challenger, Maspalomas           | Cemento     | Théo Arribagé | Scott Duncan Marcus Willis                   | 6(5)-7, 4-6         |